# Монтичели (Новара)
Монтичели је насеље у Италији у округу Новара, региону Пијемонт.
Према процени из 2011. у насељу је живело 44 становника. Насеље се налази на надморској висини од 381 м.